# Commando sur Saint-Nazaire
Pour plus de détails, voir Fiche technique et Distribution.
Commando sur Saint-Nazaire (Gift Horse) est un film britannique réalisé par Compton Bennett dont les acteurs principaux sont Trevor Howard et Richard Attenborough. Il sort en 1952 sur les écrans.
Le film raconte l'histoire du navire fictif HMS Ballantrae et de son équipage à partir de 1940 jusqu'à une mission suicide visant à détruire la porte du port de Saint-Nazaire tenu par les Allemands sous l'occupation, supprimant ainsi le seul accès à un port français pour les cuirassés de la Kriegsmarine. Le titre original Gift Horse est une référence à un vieux proverbe anglais Never Look a Gift Horse in the Mouth (cheval donné on ne regarde pas la bouche).

## Synopsis
Un commandant de navire en disgrâce est réincorporé dans la Royal Navy pendant la Seconde Guerre mondiale. Il forme un nouvel équipage sans expérience en très peu de temps, finira par devenir efficace et remplir une mission suicide de grande importance, pour armer le "HMS Ballantrae", ex "USS Whittier", un Destroyer de la classe Classe Town (destroyer) construits pour la United States Navy à la fin de la Première Guerre mondiale, ils sont transférés aux marines britannique et canadienne au début de la Seconde Guerre mondiale en échange de bases militaires dans les Bahamas notamment, au nom de l'accord Destroyers for Bases Agreement signé le 2 septembre 1940. Ils sont connus sous les surnoms de « four-pipers » ou « four-stackers » de par la présence de quatre cheminées.

## Base historique
La première partie du film donne un aperçu de l'ex destroyer américain de la classe Town-class destroyers, de sa prise en main par la Royal-Navy, Leurs efforts pour combattre malgré la vieillesse du navire et leur difficulté pour remplir leur mission d'escorte de convoi de navire marchands pendant la Bataille de l'Atlantique. La seconde partie du film est basée sur la réelle mission effectuée lors de l'opération Chariot par le HMS Campbeltown.

## Fiche technique
- Affiche : Duccio Marvasi (France)

## Distribution
- Trevor Howard : Lieutenant Commander Hugh Algernon Fraser
- Richard Attenborough : 'Dripper' Daniels
- James Donald : Lieutenant Richard Jennings
- Sonny Tufts : Yank Flanagan
- Bernard Lee : Able Seaman 'Stripey' Wood
- Dora Bryan : Gladys Flanagan
- Hugh Williams : Captain David G. Wilson, Commandant de la Division
- Meredith Edwards : Jones, Chef mécanicien
- Glyn Houston : Morgan, Engine Room Artificer [uncredited]
- Robin Bailey : Lieutenant Michael Grant, Chef de quart
- Anthony Oliver : Officier artilleur
- Patric Doonan : Officier Marinier Martin
- Sid James : Ned Hardy, propriétaire du bar Golden Bull
- James Kenney : John A. Fraser, fils du Commandant Fraser
- Charles Lloyd-Pack : Membre du Tribunal d'enquête
- William Russell : Vigie
- Joan Rice : June Mallory, WRNS Officier du chiffre
- Harold Siddons : Un officier du navire

## Production
Le navire utilisé pour le tournage du film est le HMS Leamington. Lancé sous le nom de USS Twiggs, c’était un destroyer de classe Wickes, un des tout derniers survivants de l’après guerre. Il faisait partie des cinquante destroyers à quatre cheminées fournis en 1940 par les États-Unis au Royaume-Uni, selon l'accord dit Des destroyers contre des bases (connu aussi sous le nom de Les cinquante navires qui sauvèrent le Monde). Ce navire a eu pour fonction d’escorter des convois trans-Atlantiques, tout particulièrement l’infortuné Convoi PQ 17. En 1943, il fut transféré à la Marine royale canadienne et rebaptisé HMCS Leamington. Après une courte période sans affectation en 1944, il fut l’un des sept navires transférés à la Marine soviétique, où il fut renommé le Zhguchy. De retour dans la Royale Navy en 1950, le navire fut proposé pour être désarmé en 1951, mais avant d’être démembré il fut loué pour le tournage du film Commando sur Saint-Nazaire. Pour les scènes finales du film, retraçant l’audacieux raid sur Saint-Nazaire de son navire-jumeau Campbeltown, ses quatre cheminées ont été réduites à deux, elles-mêmes redécoupées et inclinées pour ressembler aux cheminées d’un torpilleur allemand, juste comme on avait fait avec le Campbeltown. Il fut finalement démoli en décembre 1951.